# Richard Crittenden McGregor
Richard Crittenden McGregor (* 24. Februar 1871 in Sydney, Australien; † 30. Dezember 1936 in Manila, Philippinen) war ein US-amerikanischer Ornithologe, der auf den Philippinen Vögel und Pflanzen sammelte.

## Leben
McGregor wurde von seiner amerikanischen Mutter aufgezogen, da sein Vater starb, als er ein Jahr alt war. Mutter und Sohn zogen in den 1880er Jahren nach Kalifornien und dann nach Denver, Colorado, wo McGregor die High School besuchte. Er studierte an der Stanford University in Palo Alto und machte 1898 seinen Abschluss in Philosophie, obwohl er anfänglich ein Zoologie-Studium begonnen hatte.
McGregor führte Feldexkursionen in Kalifornien, Colorado, Alaska und Hawaii durch. 1913 verkaufte er seine Sammlung von 2500 Vogelbälgen, hauptsächlich Finken, an Jonathan Dwight Die Sammlung befindet sich heute im American Museum of Natural History in New York.
Vor und während seines Studiums hatte McGregor ein reges Interesse an Vögeln. Zusammen mit Kommilitonen in Stanford wurde er Mitglied des noch jungen Cooper Ornithological Club, wo er seine Fähigkeiten im Sammeln von Eiern und im Enthäuten von Vögeln einbrachte. Er nahm an vielen Sammelreisen in Kalifornien und Colorado sowie an Besuchen in Hawaii und Alaska teil. In Anschluss seines Aufenthalts in Alaska reiste McGregor 1901 nach Manila, wo er bis 1905 von Dean Conant Worcester als Vogelsammler angestellt war. Ende 1905 kehrte er nach Kalifornien zurück, um Fischforschung zu betreiben. Im Februar 1906 fuhr er erneut nach Manila, wo er für den Rest seines Lebens blieb. Er arbeitete zunächst als Sammler von naturgeschichtlichen Gegenständen für das Philippine Bureau of Science, mit dem er seit dessen Gründung im Jahr 1902 befasst war. Er war Herausgeber des Philippine Journal of Science und Leiter der Abteilung für Öffentlichkeitsarbeit des Ministeriums für Landwirtschaft und Handel.
McGregor wurde 1907 als Mitglied der American Ornithologists’ Union aufgenommen. 1909/1910 erschien die Monographie A Manual of Philippine Birds, die erste vollständige Abhandlung über die philippinische Avifauna. 1920 veröffentlichte er den Index to the Genera of Birds. Insgesamt schrieb er rund 137 wissenschaftliche Artikel. Zu McGregors Erstbeschreibungen zählen der Boholnektarvogel (Aethopyga decorosa), der Goldkronen-Mistelfresser (Dicaeum anthonyi) und die Merrill-Fruchttaube (Ptilinopus merrilli).

## Dedikationsnamen
Nach McGregor sind der Spitzschwanz-Raupenfänger (Coracina mcgregori), die Krötenart Ansonia mcgregori, die Batanes-Bambusotter (Trimeresurus mcgregori) sowie die Pflanzenart Columbia macgregorii benannt.